# Bassins
Bassins je obec na jihozápadě Švýcarska v okrese Nyon v kantonu Vaud. Žije zde přibližně 1 300 obyvatel.

## Geografie

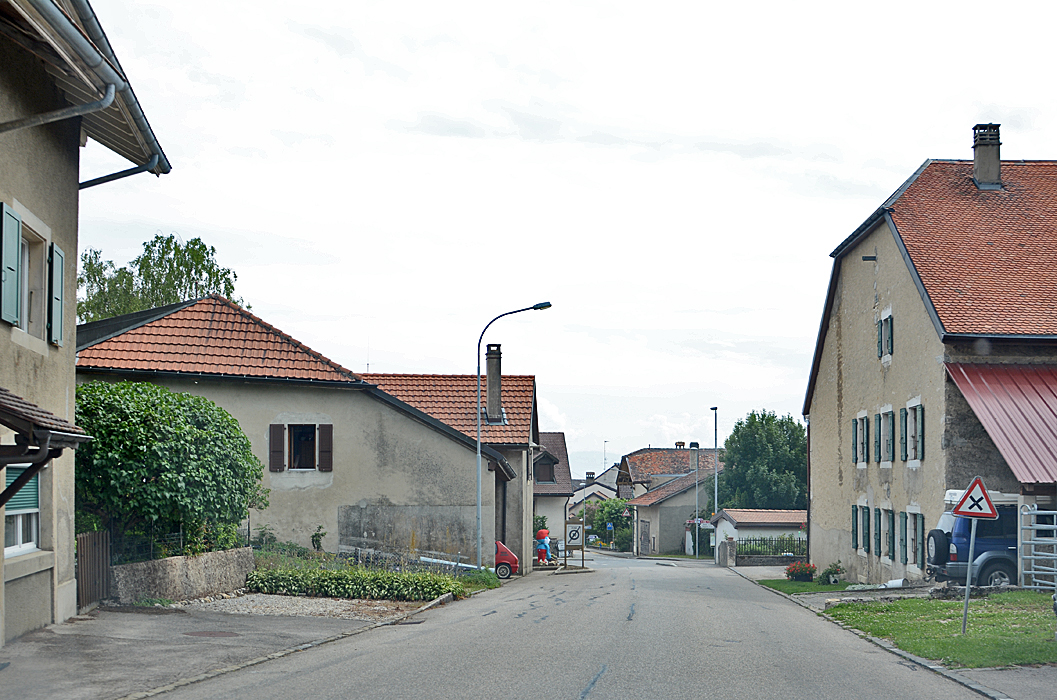
Centrum obce

Bassins leží v nadmořské výšce 753 m, vzdušnou čarou 9 km severně od okresního města Nyon. Obec se nachází na vrcholu kopce na jižním svahu Jury, mezi údolími Ruisseau de la Combe na západě a Serine na východě, v panoramatické poloze asi 400 metrů nad hladinou Ženevského jezera.
Území obce o rozloze 20,8 km² pokrývá část pohoří Vaudský Jura. V jižní části obce se nachází hřeben Bassins, který je na východě ohraničen říčkou Ruisseau du Geny a Serine a na západě hluboce zaříznutým údolím říčky Ruisseau de la Combe, která se na úpatí Jury vlévá do říčky Serine. Na severu se oblast rozkládá na hřebeni jihozápadní části pohoří Mont-Tendre a v Bois de Peney dosahuje nadmořské výšky 1410 m. Na západ od tohoto hřebene se nachází Combe de la Valouse a Combe des Amburnex, což jsou deprese bez povrchového odvodnění, které se táhnou od jihozápadu k severovýchodu směrem k Jurovi. Severozápadní hranice probíhá po úbočí hory Mont Sâla, kde se nachází nejvyšší bod Bassins ve výšce 1420 m n. m. Na severozápadě se nachází hřebenový hřeben, který je součástí horského masivu. Na hřebeni Jury se nacházejí typické krasové jevy, jako jsou závrty a krasová pole. Málo navštěvovanou oblast pokrývají rozsáhlé lesy (Forêt des Pralets, Bois de la Bassine), které střídají jurské vysokohorské pastviny s typickými mohutnými smrky, které stojí buď jednotlivě, nebo ve skupinách. V roce 1997 byla 4 % území obce pokryta zastavěnou plochou, 60 % lesy a lesními porosty, 35 % zemědělstvím a necelé 1 % neproduktivní půdou.
Bassins zahrnuje osadu Les Platets (826 m n. m.) na jižním svahu Jury nad obcí, vesnici La Cézille (570 m n. m.) v údolí řeky Ruisseau de la Combe poblíž jejího soutoku se Serine a četné jednotlivé farmy roztroušené po výšinách Jury. Sousedními obcemi Bassins jsou Arzier-Le Muids, Vich, Begnins, Le Vaud, Marchissy a Le Chenit.

## Historie
O raném osídlení území obce svědčí nález pohřebiště z raného středověku. První písemná zmínka o obci pochází z roku 974 a nese název Bassinges. Latinizovaná podoba Bassiniacum se objevila v roce 1148 a současný název je doložen od roku 1164. Název místa se odvozuje od osobního jména Basso a znamená „u lidí rodu Basso“.
V blízkosti kostela Notre-Dame, který patřil pod správu opatství Payerne, vzniklo malé převorství. Přestože převorství bylo oficiálně zrušeno až v roce 1536, mniši jej pravděpodobně opustili ve 14. století. Po dobytí Vaudu Bernem v roce 1536 přešlo Bassins pod správu panství Nyon a bylo sídlem soudu. Po pádu Staré konfederace patřila obec v letech 1798–1803 v období helvétského soustátí ke kantonu Léman, který byl poté po vstupu v platnost Ústavy o zprostředkování sloučen s kantonem Vaud. V roce 1798 byla přiřazena k okresu Nyon.

## Obyvatelstvo
| Rok            | 1764 | 1850 | 1900 | 1910 | 1930 | 1950 | 1960 | 1970 | 1980 | 1990 | 2000 |
| Počet obyvatel | 310  | 394  | 417  | 388  | 342  | 309  | 291  | 330  | 453  | 709  | 832  |

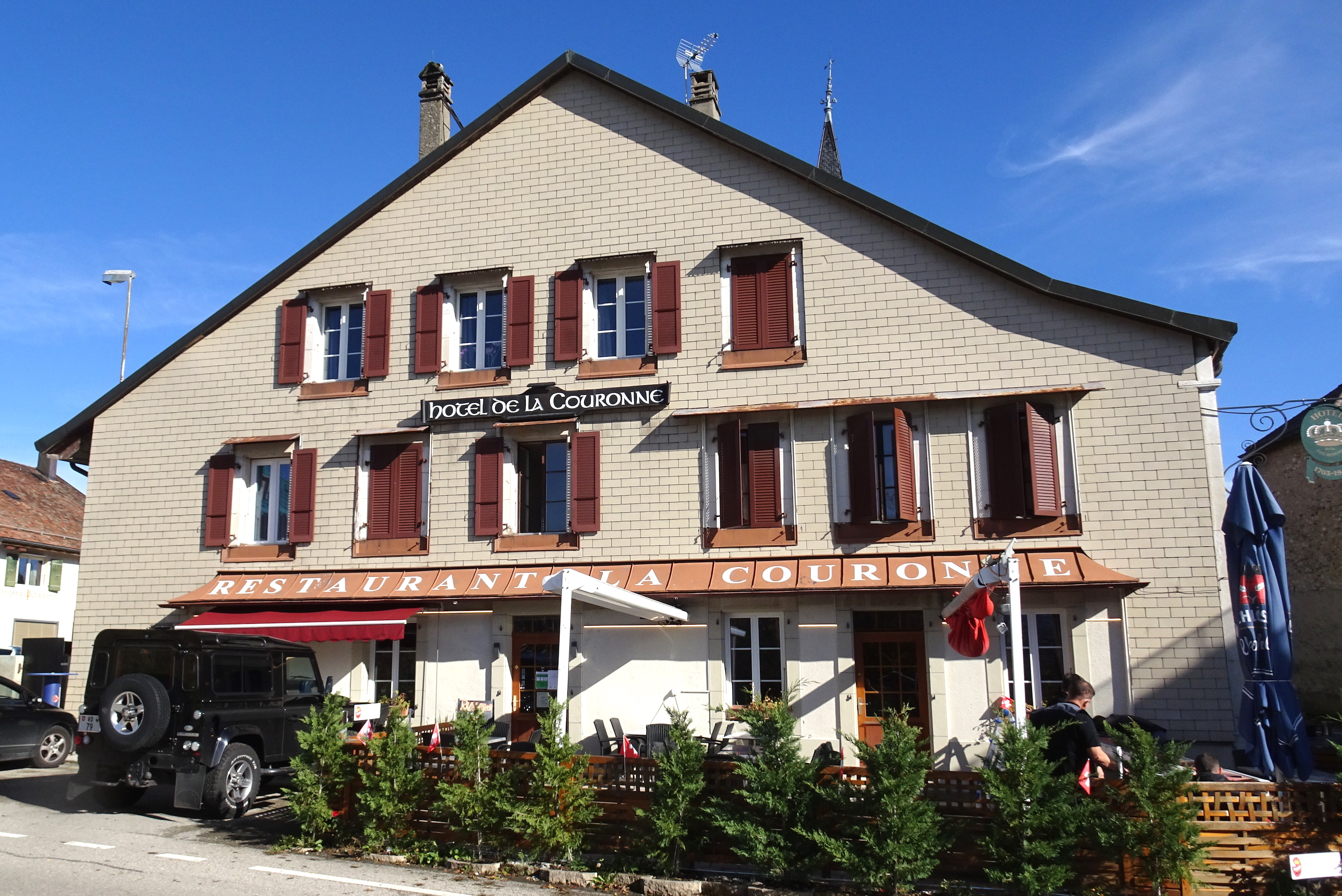
Tradiční architektura v obci

Z celkového počtu obyvatel je 81,9 % francouzsky mluvících, 8,3 % německy mluvících a 5,5 % anglicky mluvících (stav v roce 2000). V roce 1850 žilo v Bassins celkem 394 obyvatel a v roce 1900 417 obyvatel. Poté následoval pokles až do roku 1960 (291 obyvatel). Přibližně od roku 1970 začal počet obyvatel prudce stoupat a ztrojnásobil se.

## Hospodářství
Až do poloviny 20. století bylo Bassins vesnicí, která se vyznačovala především zemědělstvím. V nižších částech obce se pěstovala orná půda, zatímco na jurských výšinách převládal chov dobytka, zejména dojnic. Díky hojnosti lesů má velký význam také lesnictví, které se v dřívějších letech podílelo na prosperitě obce. Pracovní místa jsou zde také v obchodě a v podniku, který vyrábí vonné esence pro parfumérský průmysl. Bassins je sídlem zastřešující organizace Raiffeisen Fédération vaudoise des caisses de crédit mutuel, která byla založena v roce 1925. Přibližně od roku 1980 se díky své atraktivní poloze a dobrému dopravnímu spojení rychle rozvíjí jako rezidenční obec. Vznikla nová sídliště, zejména v oblasti Les Platets. Mnoho pracujících dojíždí za prací především do Nyonu a Ženevy.

## Doprava

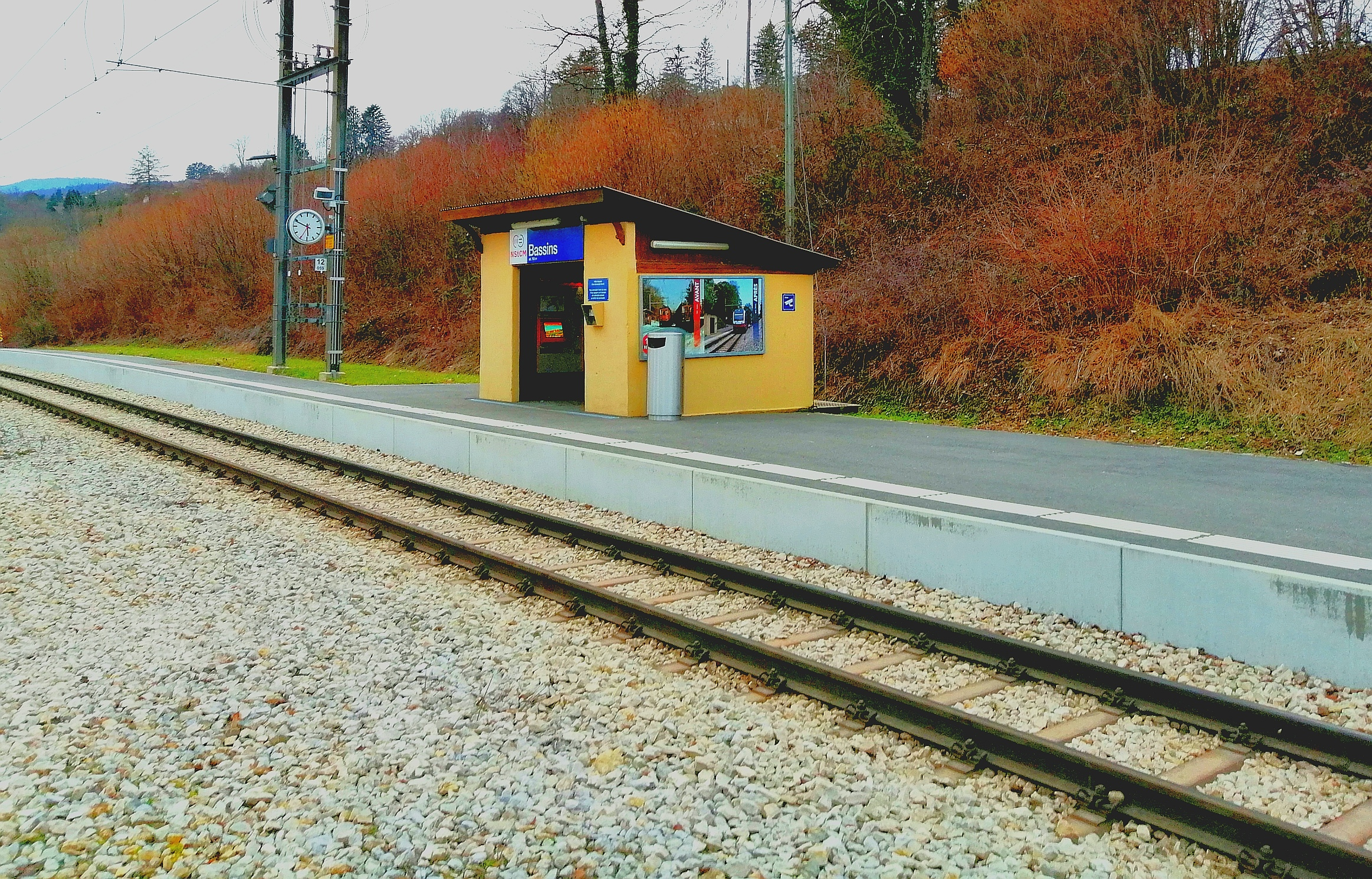
Železniční zastávka Bassins

Přestože se obec nachází mimo hlavní dopravní tepny, je dobře dopravně dostupná. Leží na kantonální silnici z Glandu do Saint-George a dálniční křižovatka Gland na dálnici A1 (Ženeva–Lausanne) je od obce vzdálena asi 7 km. K železniční zastávce Bassins na úzkorozchodné trati Nyon – Saint-Cergue je to po silnici asi 2,5 km; obec je také přímo napojena na síť veřejné dopravy prostřednictvím linky Postbusu z Nyonu do Gimelu.